# Тонга на Светском првенству у атлетици у дворани 2010.
Тонга је учествовала на Светском првенству у атлетици у дворани 2010. одржаном у Дохиу од 12. до 14. марта. Ово је други пут да је Тонга учествовала на светским првенствима у дворани.
Репрезентацију Тонге представљао је један атлетичар који се такмичио у трци на 60 метара са препонама.
Тонга није освојила ниједну медаљу а њен представник поправио је лични рекорд.

## Резултати

### Мушкарци
| Атлетичар   | Дисциплина   | Лични рекорд | Квалификација | Квалификација | Полуфинале           | Полуфинале           | Финале               | Финале       | Детаљи |
| Атлетичар   | Дисциплина   | Лични рекорд | Резултат      | Место         | Резултат             | Место                | Резултат             | Место        | Детаљи |
| ----------- | ------------ | ------------ | ------------- | ------------- | -------------------- | -------------------- | -------------------- | ------------ | ------ |
| Inoke Finau | 60 м препоне |              | 9,06 ЛР       | 7. у гр. 1    | Није се квалификовао | Није се квалификовао | Није се квалификовао | 29 / 29 (34) |        |